# 양선덕
양선덕(梁善德, 1954년 2월 1일 ~ )는 대한민국의 서예가이다.

## 생애
작가는 서예에 입문한 지, 약 35여 년 된 중견 작가로 ‘서예의 정신’에 매료되어 본격적인 작품생활을 시작했다.

“먹을 가는 순간부터, 작품이 나오기까지의 ‘시간’과 ‘노력’이 삶의 모습과 비슷하다는 생각이 들었다”며, “자신을 다듬고, 자식들에게는 서예를 통해 인성교육(정직함과 도덕성 등을 가르치기 위한)의 목적으로 시작한 것이 현재에까지 이르렀다”고 밝혔다. 그래서 올바르고 정직한 ‘삶의 지혜’를 서체에 담아 작품으로 표현해오고 있다.

그러면서 대중과의 소통을 위해 ‘전서체’의 작품을 주로 제작해왔는데, 최근에는 ‘한글 작품’과 ‘문인화’까지 영역을 확장하여 다양한 작품을 선보이고 있다.

→ 한국미디어뉴스통신 인터뷰 내용 중에서... 

묵과 함께한 정직한 이야기들은 뉴스 기사를 통해서 확인 할 수 있다.

작가는 내적으로 서화 이외에 자수에 능하고, 외적으로는 활발한 사회활동을 통하여 외유내강한 현대 여성으로 인정받아 신사임당상을 수상하였다.

대가족의 맡며느리로서 일과 가정을 균형있게 이끌어 간 모습이 신사임당을 떠올리게 한다. 

## 약력

### 학력 및 경력
- 성균관 대학교 예술학부 서예학과 수료 (2002년)
- 성균관 대학교 유학대학원 서예학과 수료 (2005년)
- 대한민국 서예대전 초대작가 (2008년)
- 대한민국 서예대전 심사위원 (2012년)
- 대한민국 화성 서예대전 우수상 및 초대작가 (2007년)
- 대한민국 화성 서예대전 심사위원 (2009년)
- 경기도 서예대전 초대작가 (1999년)
- 한국 현대 미술대전 우수상 및 현대 미술상 수상 (1998년)
- 수원시 서예대전 초대작가 및 심사위원 (1994년)
- 수원시 서예대전 초대작가 상 수상 (2010년)
- 아세아 미술 초대전 운영위원 (2009년)
- 수원시 주민 문화센타 출강 (1999년~2010년)
- 대한 노인연합회 휘호대회 심사 (2014년)
- 한∙중∙일 공용한자 808자쓰기 초대전 출품 (2014년)
- 경기도 서예대전 이사, 운영위원, 심사 (다년)
- 수원시 서예대전 운영위원 및 감사 (현)
- 통일문화연구원 상임위원 역임
- 한ㆍ러 극동협회 전문위원 역임
- 제 49대 신사임당상 수상 (2017년)

### 주요 전시회
- 세계 서예 전북 BIENNALE(비엔날레) 특선 및 특별전 (2001년)
- 한국 서예협회 초대작가 전 (2009년)
- 한국 서예협회 한글과 세계 문자전 (2008년)
- 한ㆍ중ㆍ일 문화협력 미술제 (2009년)
- 한중 초대작가 교류전 (2005년~2007년)
- 중국 제남시 초대전 (2004년)
- 태남 시립문화중심 초대전 (2008년)
- 중국 무한 시립미술관 초대전 (2008년)
- 한ㆍ일 서예문화 교류전 (동경도 미술관) (2008년)
- 한국 서예박물관 개관 기념 초대전 (2008년)
- 한국 미술관 개관 기념 초대전 (2008년)
- 서울 미술관 개관 기념 삼단체 초대작가전 (2008년)
- 한국 미술문화원 1000인 초대 깃발전 (2008년)
- 달리는 문화열차 서화문화 400인 초대전 (2009년)
- KOREA CEO SUMMIT 자선 옥션 (2008년~2009년)
- 탈북자 청소년 돕기 장학기금 마련 전시회 (2008년) 외
- SingaporeㆍJapanㆍKorea International Exchange Art Exhibition 2010 외
- 세계 서법문화예술교류전(북경) (2011년)
- 한국 서예 대표작가 초대전 (한국미술관) (2014)
- 독일ㆍ한국 묵향마중물전  (독일연방신문국) (2015년)

### 작품 소장처
- 러시아 대사관, 한국 서예박물관 소장, 침향헌(박물관) 소장, 한국미술관 소장
- 이탈리아 피에르 안티노리(Antinori) 후작 (700년 와인명가 안티노리사 오너) 소장
- 한국 고원 하이원 C.C., 가평베네스트 G.C., 얀양베네스트 C.C., 몽베르 C.C., 서원밸리, 청우 C.C., 캐슬파인 C.C. 외

## 갤러리

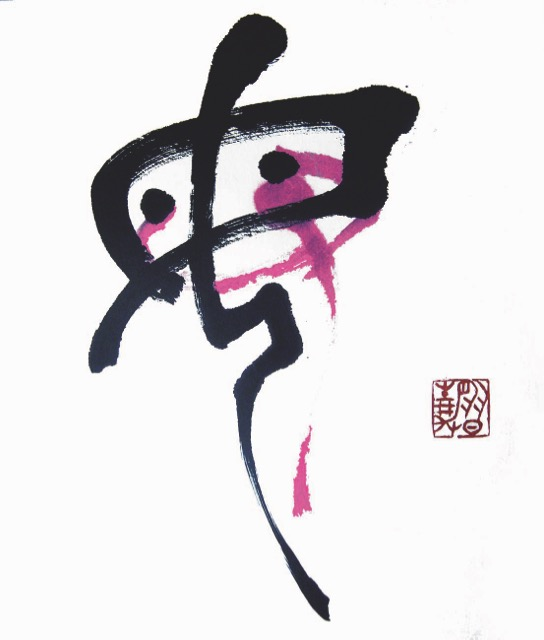
엄마와 아이
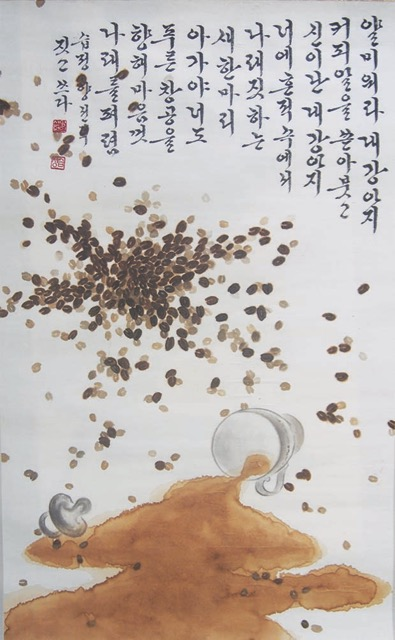
커피와 아이
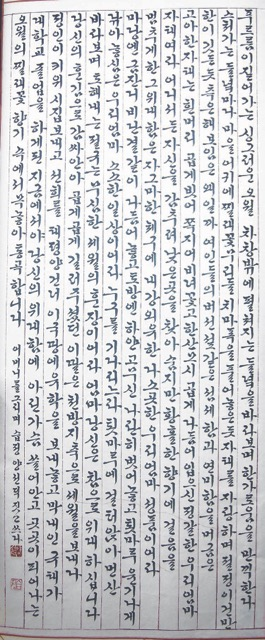
찔래꽃 향기
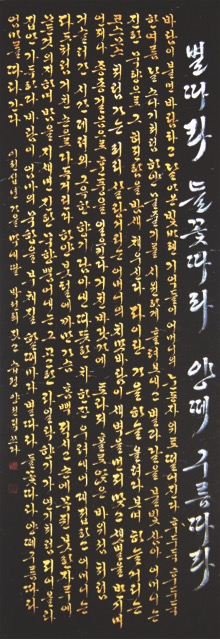
별.. 들꽃.. 양떼구름 따라
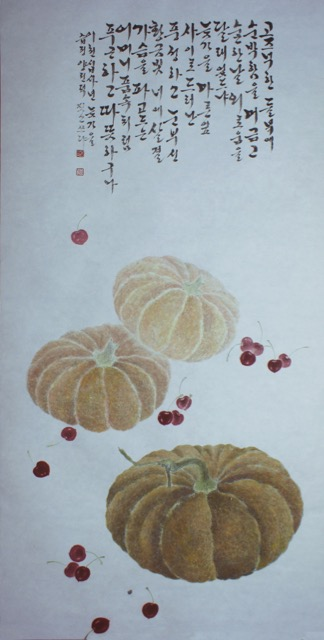
호박과 체리
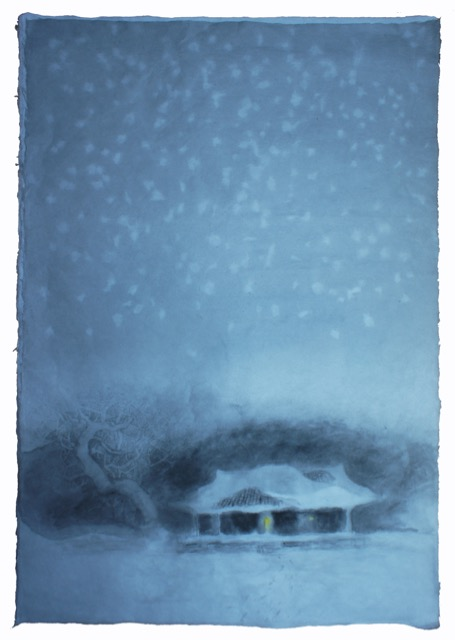
눈내리는 밤
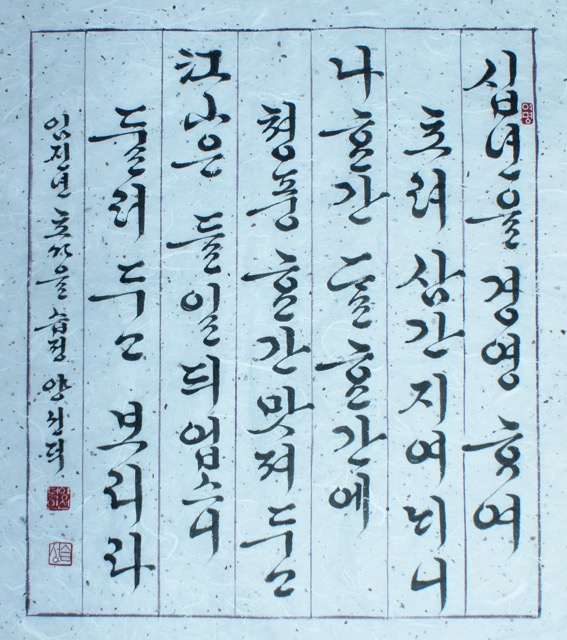
십년을 경영하여
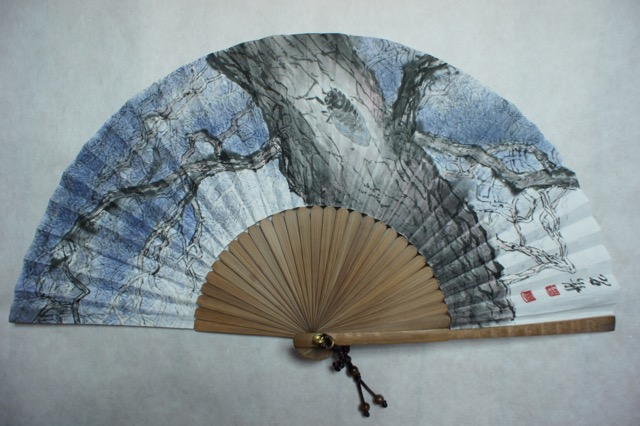
매미와 소나무
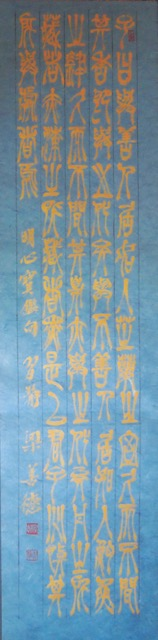
명심보감구
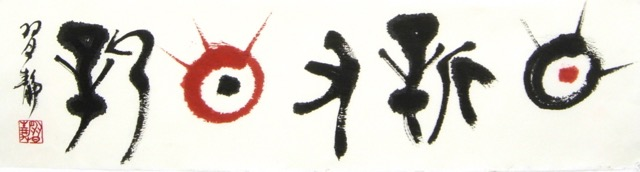
일신우일신